# Rère
Die Rère ist ein Fluss in Frankreich, der in der Region Centre-Val de Loire verläuft. Sie entspringt im Gemeindegebiet von Presly, entwässert anfangs in Richtung Nordwest, schwenkt dann in Richtung Südwest bis West und mündet nach rund 54 Kilometern im Gemeindegebiet von Villeherviers, knapp östlich von Romorantin-Lanthenay, als linker Nebenfluss in einen Seitenarm der Sauldre.
Auf ihrem Weg durchquert die Rère die Départements Cher und Loir-et-Cher.

## Orte am Fluss
- Presly
- Ménétréol-sur-Sauldre
- Nançay
- Theillay